# Haardt

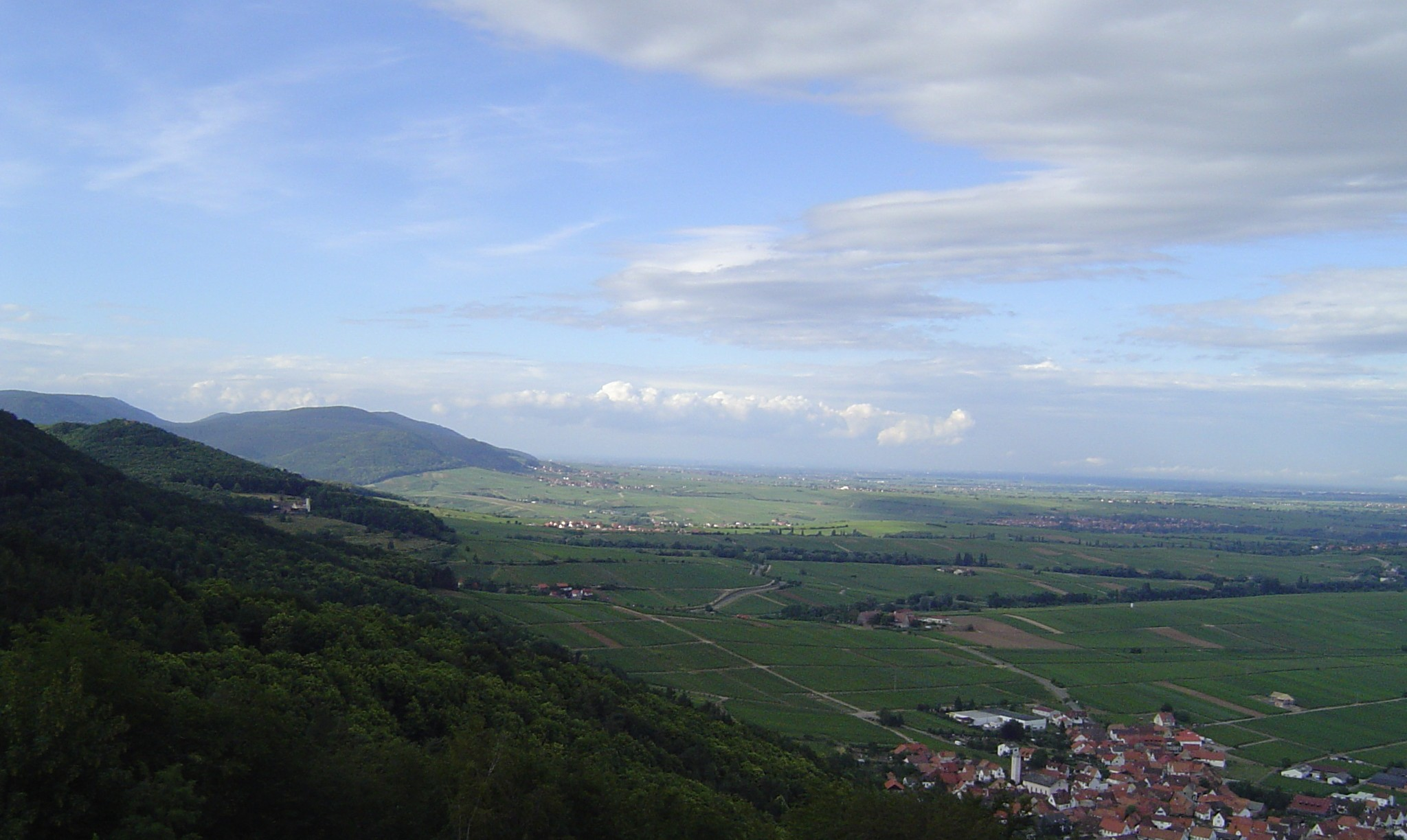
Vy från Haardt till omlandet

Haardt är ett i Rheinland-Pfalz beläget bergland, en fortsättning av Vogeserna.
Den förhärskande bergarten är en grovkornig sandsten. Endast från Rhen ser Haardt ut som ett berg. I verkligheten är det en 300 till 450 meter hög platå. Överallt ligga på höjderna ruiner av gamla borgar och kloster, bland annat det restaurerade slottet Hambach. Den östra sluttningen är rik på vin- och fruktträdgårdar, det inre åter föga fruktbart. Bok-, ek- och barrskogar täcker över 3/5 delar av arealen.